# Breite Straße 16 (Düsseldorf)

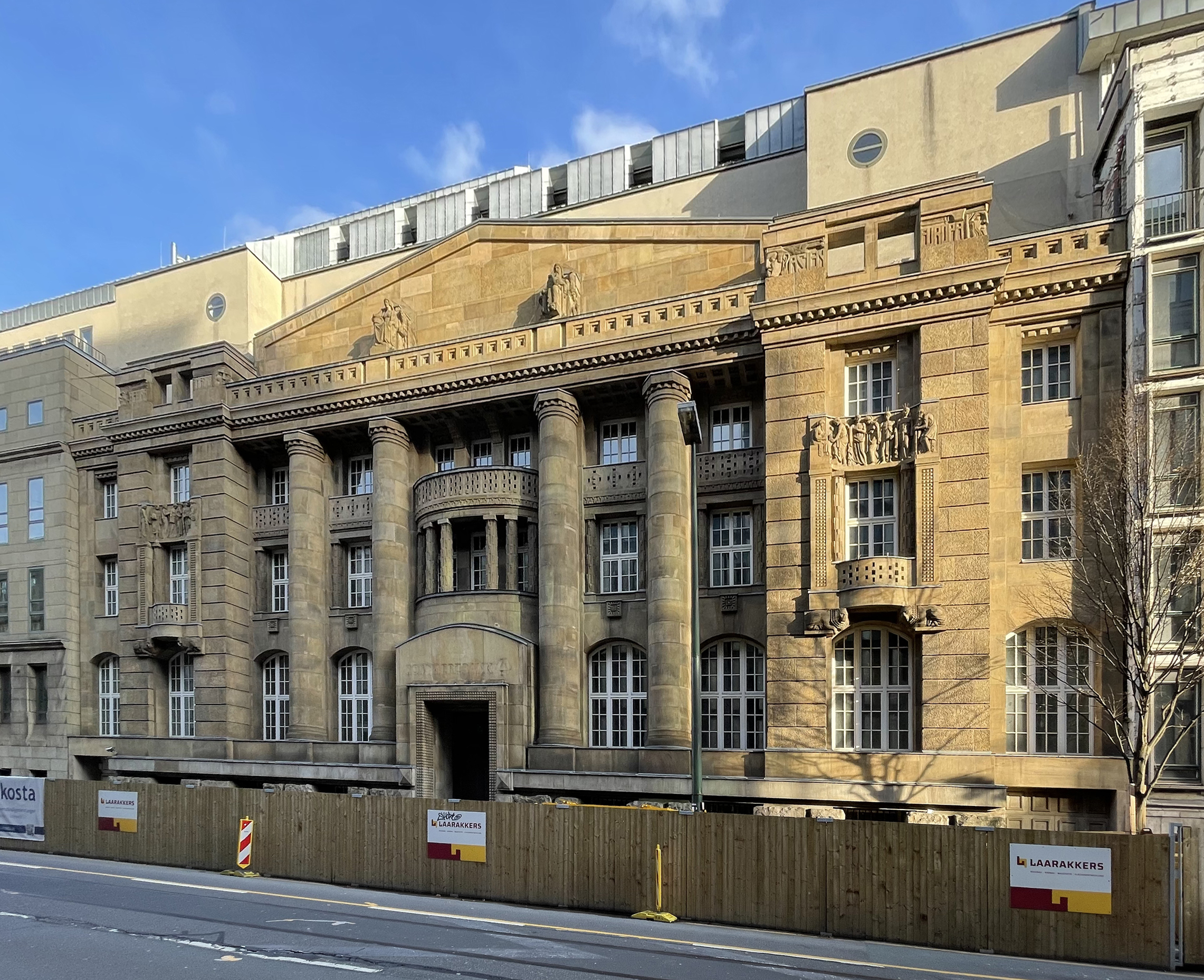
Fassade (2023)

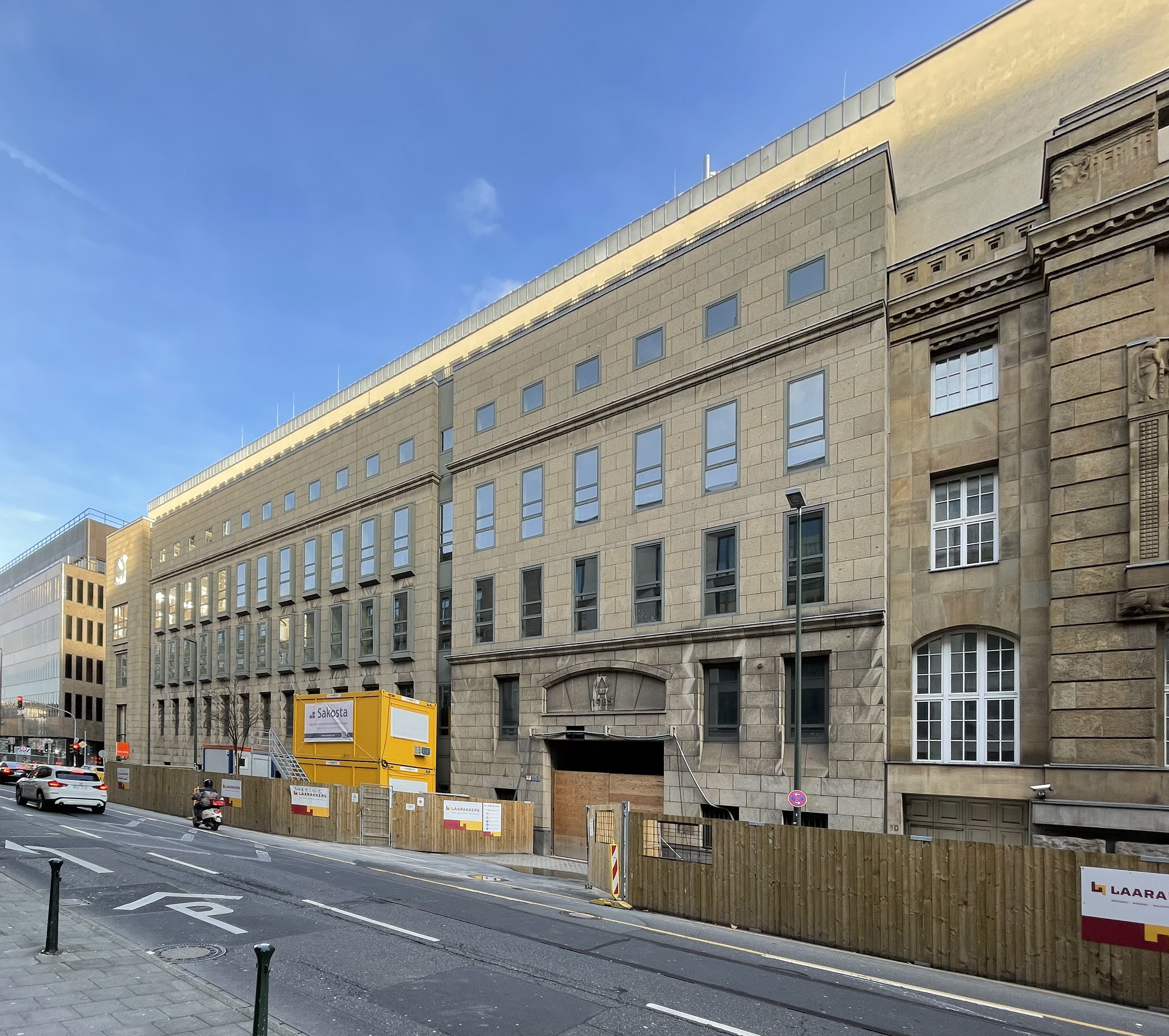
Gebäudeteil Breite Straße 8 der KSP-Architekten von 1983 (2023)

Das ehemalige Bankgebäude Breite Straße 10–12 in Düsseldorf wurde 1906 nach Entwurf des Architekten Carl Moritz für die Rheinisch-Westfälische Disconto-Gesellschaft im Stil des Neoklassizismus erbaut. 1909 ist neben dieser Bankgesellschaft auch die „Düsseldorfer Bank“, deren Name bis 1907 „Düsseldorfer Volksbank“ lautete, im gleichen Gebäude nachweisbar.
1983 wurde seine Fassade in den von den Architekten Kraemer, Sieverts & Partner entworfenen Neubau der Dresdner Bank, der späteren Commerzbank, integriert und steht unter Denkmalschutz. Im Zuge der Großbaustelle Teilabriss der Commerzbank an der Königsallee 37, Benrather Straße 24–30 bis rückseitig zur Breite Straße wird die Fassade von 1906 erhalten bleiben und in den zukünftigen Büro- und Handelskomplex namens „Le Coeur“ einbezogen.

## Beschreibung
Die Fassade aus Sandstein erinnert mit ihren Säulen an eine Tempelfront. Über einem hohen rustizierten Sockelgeschoss erhebt sich ein dreigeschossiges Gebäude, dem dorische Säulen vorgeblendet sind, die über drei Geschosse gehen. Sie stützen einen flachen Giebel, eingerahmt von Attikageschossen der Seitenrisalite. An den vier Ecken der seitlichen Risaliten sind neben den charakteristischen Eckmasken in Versalien die Kontinente Afrika, Amerika, Asien und Europa genannt. Am Giebel befinden sich zwei thronende Statuen. Der Künstler des Bauplastischen Schmucks ist unbekannt.